# Зубач Олексій Васильович
Олексі́й Васи́льович Зу́бач — прапорщик Міністерства внутрішніх справ України.

## З життєпису
Прапорщик бригади спецпризначення «Барс», старший інструктор зі спеціальної підготовки і спорту, краповий берет. В спецпідрозділі служать і його брати Микола та Роман — загалом їх у батьків п'ятеро братів. До спецпідрозділу пішов 2006 року після закінчення строкової служби.

## Нагороди
21 серпня 2014 року — за особисту мужність і героїзм, виявлені у захисті державного суверенітету та територіальної цілісності України, вірність військовій присязі під час російсько-української війни, відзначений — нагороджений орденом Данила Галицького.